# Kościół Trójcy Świętej w Dobrowie
Kościół Trójcy Świętej w Dobrowie – rzymskokatolicki kościół parafialny należący do parafii pod tym samym wezwaniem (dekanat kościelecki diecezji włocławskiej). 
Obecna świątynia, murowana, została zbudowana zapewne w 1764 roku przez księdza Pawła Rossowskiego, miejscowego proboszcza, w stylu barokowym. Do pierwotnej budowli barokowej w 1888 roku zostało dobudowane neobarokowym prezbiterium z kaplicą bł. Bogumiła od strony północnej i zakrystią od strony południowej oraz obszerną kruchtą od strony zachodniej. Na dwuspadowym dachu jest umieszczona wieżyczka na sygnaturkę. Nawa jest nakryta stropem płaskim, z kolei pomieszczenia dobudowane nakryte są sklepieniami kolebkowo-krzyżowymi. Świątynia jest pokryta blachą miedzianą. Trzy ołtarze reprezentują cechy stylu klasycystycznym. Najstarszymi zabytkami kościoła są kamienna chrzcielnica w stylu gotyckim oraz drewniana rzeźba w stylu gotyckim z przełomu XIV i XV wieku, przedstawiająca bł. Bogumiła z insygniami biskupimi. Barokowy obraz namalowany w 1660 roku przedstawia 16 scen z życia bł. Bogumiła. Relikwiarz bł. Bogumiła w formie trumienki powstał pod koniec XVIII wieku. Biskup Wiesław Alojzy Mering dekretem z 28 grudnia 2006 roku podniósł świątynię do rangi Sanktuarium Błogosławionego Bogumiła, Biskupa.